# ダイイング・フォー・ザ・ワールド
『ダイイング・フォー・ザ・ワールド』（Dying for the World）は、アメリカ合衆国のヘヴィメタル・バンド、W.A.S.P.が2002年に発表した10作目のスタジオ・アルバム。ダレル・ロバーツ加入後としては初のアルバムで、2001年9月11日のアメリカ同時多発テロ事件に触発された作品である。

## 背景
バンドの中心人物ブラッキー・ローレスは、1991年の湾岸戦争で戦車部隊にいた兵士から、"Animal (F**k Like a Beast)"や"Wild Child"といったW.A.S.P.の曲をかけながら戦闘に臨んだという手紙を貰っており、「本質的には、俺達は9月11日の事件の後、彼らに真新しい曲集を提供しようと思ったんだ、文字通り人を殺しに行く曲のアルバムをね」とコメントしている。ローレスは2001年10月にグラウンド・ゼロを訪れて衝撃を受け、この場所を聖地と感じて「ハロウド・グラウンド」を作った。また、「シャドウ・マン」、「ヘル・フォー・エタニティ」、「リヴェンジャンス」、「ストーン・コールド・キラー」といった曲は同時多発テロ事件に対する怒りを反映している。
全曲とも同時多発テロ事件を題材としているわけではなく、「ブラック・ボーン・トルソ」は、当時明るみに出つつあったカトリック教会の性的虐待事件を抽象的に描写した曲である。また、「トレイル・オブ・ティアーズ」はチェロキー族の強制移住「涙の道」を題材とした曲で、ローレス自身は「アメリカ政府が過去に犯した最大の暴虐の一つ」とコメントしている。
ローレスは本作の制作当時、ビートルズの『リボルバー』を繰り返し聴いており、同作からの影響でテープの逆回転を取り入れた。ドラムスはフランキー・バネリが単独で担当しており、『クリムゾン・アイドル』（1992年）以降の作品及びツアーでドラムスを担当してきたステット・ホーランドは不参加となった。

## 反響・評価
ドイツのアルバム・チャートでは最高72位を記録。アレックス・ヘンダーソンはオールミュージックにおいて5点満点中4点を付け「ローレスの歌詞からは、あからさまに政治的な印象は受けない」「音楽的にはW.A.S.P.の新しい地平を開拓したわけではなく、1980年代風のサウンドに固執した、1980年代のメタルの熱狂的ファンに向けられたアルバムで、それは別に悪いことではない。W.A.S.P.のアルバムの中には首尾一貫していないものもあるが、この優れたCDは、1980年代の作品以来となる強力かつ焦点の定まった作品である」と評している。

## ツアー
本作のリリース後、2002年10月から11月にかけてスティーヴン・パーシーらをサポート・アクトに起用した北米ツアーが予定されていたが、バンド側は2枚組のコンセプト・アルバムの制作に専念するためにツアーをキャンセルした。そして、2004年には『ネオン・ゴッド パート1 ザ・ライズ』及び『ネオン・ゴッド パート2 ザ・ディマイズ』のリリースに至る。

## 収録曲
全曲ともブラッキー・ローレス作。
1. シャドウ・マン - Shadow Man - 5:34
2. マイ・ウィッキド・ハート - My Wicked Heart - 5:38
3. ブラック・ボーン・トルソ - Black Bone Torso - 2:15
4. ヘル・フォー・エタニティ - Hell for Eternity - 4:37
5. ハロウド・グラウンド - Hallowed Ground - 5:54
6. リヴェンジャンス - Revengeance - 5:20
7. トレイル・オブ・ティアーズ - Trail of Tears - 5:50
8. ストーン・コールド・キラーズ - Stone Cold Killers - 4:56
9. ラバー・マン - Rubber Man - 4:25
10. ハロウド・グラウンド（テイク#5／アコースティック） - Hallowed Ground (Take #5 Acoustic) - 6:08

### 日本盤ボーナス・トラック
1. リヴェンジャンス（カラオケ・ヴァージョン） - Revengeance (Karaoke Version) - 5:21
2. トレイル・オブ・ティアーズ（テイク#1） - Trail Of Tears (Take #1) - 5:03
3. ハロウド・グラウンド（テイク#2） - Hallowed Ground (Take #2) - 5:19

## 参加ミュージシャン
- ブラッキー・ローレス - リード・ボーカル、ギター、キーボード
- ダレル・ロバーツ - リードギター、ボーカル
- マイク・デューダ - ベース、ボーカル
- フランキー・バネリ - ドラムス